# 国鉄リ400形貨車
国鉄リ400形貨車（こくてつリ400がたかしゃ）は、かつて日本国有鉄道（国鉄）およびその前身である鉄道省等に在籍した12 t積みの土運車である。

## 概要
1928年（昭和3年）5月の車両称号規程改正によりフツ3550形、ツ4400形、ツ2144形、ツ2635形、ツ2593形、ツ2722形、ツ2790形、ツ2827形、ツ2908形、ツ3086形、ツ3099形、ツ3115形、ツ3127形 はリ400形1形式にまとめられ形式名変更された。種車形式数が多くこの為積載荷重は車両（種車形式）により6 tから9 tまでと幅が大きい。
1934年（昭和9年）6月1日に秋田鉄道が国有化され、秋田鉄道に在籍していたト1形1両（ト9→リ1609）は本形式へ編入された。
1937年（昭和12年）6月1日に信濃鉄道が国有化され、信濃鉄道に在籍していたト100形4両（ト100 - ト103→リ1610 - リ1613）は本形式へ編入された。
以上合計1,177両（リ400 - リ1613、欠、書換車有り）の車両が運用された。日本の土運車の中では最多両数形式である。土運車ではあるが外観からは無蓋車との識別は困難である。
車体塗色は黒一色であり、寸法関係は一例として、全長は5,512 mm - 6,275 mm、全幅は2,210 mm - 2,343 mm、全高は1,489 mm - 1,584 mm、実容積は5.5 m3、自重は3.8 t - 5.8 tである。
1964年（昭和39年）に最後まで在籍した車両が廃車になり形式消滅した。

### 種車履歴
| 旧形式名   | 形式番号                                                   | 製造所                           | 旧所有者 | 備考                                                                                                   |
| ---------- | ---------------------------------------------------------- | -------------------------------- | -------- | --- |
| フツ3550形 |                                                            |                                  |          | |
| ツ4400形   |                                                            |                                  |          | |
| ツ2144形   | ツ2144 - ツ2196、ツ2972 - ツ3005、ツ3296                   |                                  | 山陽鉄道 | |
| ツ2635形   | ツ3203 - ツ3209                                            |                                  | -        | 1911年（明治44年）車両称号規程により、 ツチ546、ツチ547、ツチ715 - ツチ719を形式化                     |
| ツ2593形   | ツ2593 - ツ2634                                            | 神戸工場                         | -        | 1911年（明治44年）車両称号規程により、 ツチ506、ツチ508 - ツチ512、ツチ514、 ツチ576 - ツチ610を形式化 |
| ツ2722形   | ツ3210 - ツ3215                                            |                                  | -        | 1911年（明治44年）車両称号規程により、 ツチ623、ツチ628、ツチ675、ツチ681、 ツチ683、ツチ684を形式化   |
| ツ2790形   | ツ2790 - ツ2802、ツ2804 - ツ2806、 ツ2808、ツ2810 - ツ2826 | 神戸工場                         | -        | 1911年（明治44年）車両称号規程による新形式（車番省略）                                                 |
| ツ2827形   | ツ2827 - ツ2854、ツ2857 - ツ2896                           | 天野工場                         | -        | 1911年（明治44年）車両称号規程により、 ツチ851 - ツチ878、ツチ881 - ツチ920を形式化                    |
| ツ2908形   | ツ2908 - ツ2971                                            | 神戸工場、大宮工場               | -        | 1911年（明治44年）車両称号規程による新形式（車番省略）                                                 |
| ツ3086形   | ツ3086 - ツ3093                                            | 総武鉄道工場                     | 総武鉄道 | |
| ツ3099形   | ツ3099 - ツ3114                                            | 房総鉄道寒川工場、東京三田製作所 | 房総鉄道 | |
| ツ3115形   | ツ3115 - ツ3126                                            | 平岡工場                         | 京都鉄道 | |
| ツ3127形   | ツ3127 - ツ3152                                            | 新潟鐵工所、松井工場             | 北越鉄道 | |